# Fútbol Club Cartagena
Pour les articles homonymes, voir Cartagena.
Ne doit pas être confondu avec Cartagena FC.
Maillots
Actualités
Le Fútbol Club Cartagena est un club espagnol de football basé à Carthagène, qui évolue actuellement en Liga HyperMotion. 
Fondé en 1995, il est considéré comme l'héritier historique du Carthagène FC, fondé en 1919 et qui a participé à huit saisons en deuxième division espagnole. 
Le FC Cartagena remonte en deuxième division en juillet 2020.

## Historique
| \| Carthagène (Espagne) \| Emplacement de Carthagène, en Espagne. |
| Carthagène (Espagne)                                              |

- 1995 : fondation du club sous le nom de Cartagonova Club de Fútbol
- 1998 : promotion en troisième division
- 2004 : le club est renommé Fútbol Club Cartagena
- 2009 : promotion en deuxième division
- 2012 : relégation en troisième division

Le 6 décembre 2013, le FC Carthagène affronte le FC Barcelone lors des 1/16e de finale aller de la Coupe d'Espagne (défaite 1 à 4).
Le club est promu en deuxième division en juillet 2020.

## Palmarès et statistiques

### Palmarès
- Championnat d'Espagne de troisième division : 
  - Champion : 2006, 2009, 2018

- Championnat d'Espagne de quatrième division : 
  - Champion : 1997, 1998

## Joueurs et personnalités du club

### Entraîneurs
Le tableau suivant présente la liste des entraîneurs du club depuis 1995.
| Rang | Nom                     | Période   |
| ---- | ----------------------- | --------- |
| 1    | Chechu Delgado          | 1995-1997 |
| 2    | Roberto Álvarez         | 1997      |
| 3    | Javier Quintana         | 1997-1998 |
| 4    | Pedro Valentín Mora     | 1998      |
| 5    | Jesús Aranguren         | 1998-2000 |
| 6    | Paco Sánchez            | 2000      |
| 7    | Juanjo Díaz             | 2001      |
| 8    | José Carlos Trasante    | 2001      |
| 9    | Antonio Gómez Fernández | 2001      |
| 10   | Felipe Mesones Temperán | 2001-2002 |
| 11   | José Ramón Corchado     | 2002      |

| Rang | Nom                     | Période   |
| ---- | ----------------------- | --------- |
| 12   | Chechu Delgado          | 2002      |
| 13   | José Murcia             | 2002      |
| 14   | Manuel Palomeque        | 2002      |
| 15   | Juan Antonio Señor      | 2002      |
| 16   | Miguel Rivera Mora      | 2003      |
| 17   | José Antonio Rodríguez  | 2003-2004 |
| 18   | Juan Francisco Alcoy    | 2004      |
| 19   | Pep Balaguer            | 2004      |
| 20   | Vicente Carlos Campillo | 2005      |
| 21   | Juan Francisco Alcoy    | 2005      |
| 22   | Juan Ignacio Martínez   | 2005-2006 |

| Rang | Nom                   | Période   |
| ---- | --------------------- | --------- |
| 23   | David Amaral          | 2006-2007 |
| 24   | Pedro Arango Segura   | 2007      |
| 25   | José Luis Montes      | 2007      |
| 26   | Juan Francisco Alcoy  | 2007      |
| 27   | Pichi Lucas           | 2007-2008 |
| 28   | Fabriciano González   | 2008      |
| 29   | Paco Jémez            | 2009      |
| 30   | Juan Ignacio Martínez | 2009-2011 |
| 31   | Paco López            | 2011      |
| 32   | Javi López            | 2011      |
| 33   | Carlos Ríos           | 2011-2012 |

| Rang | Nom                | Période   |
| ---- | ------------------ | --------- |
| 34   | Pato               | 2012      |
| 35   | Pacheta            | 2012-2013 |
| 36   | José Miguel Campos | 2013      |
| 37   | Luis Tevenet       | 2013-2014 |
| 38   | Simón Ruiz         | 2014      |
| 39   | Manuel Palomeque   | 2014-2015 |
| 40   | Víctor             | 2015-2016 |
| 41   | Alberto Monteagudo | 2016-2018 |
| 42   | Gustavo Munúa      | 2018-     |

### Anciens joueurs
- Kiko Casilla
- Enrique de Lucas
- Toché
- Víctor
- Pascal Cygan
- Javier Balboa
- Iván Bolado
- Juvenal
- Alberto Quintero
- Juan Diego González-Vigil